# Знак Овна (фильм)
«Знак Овна» (англ. The Sign of the Ram) — фильм нуар режиссёра Джона Стёрджеса, который вышел на экраны в 1948 году.
Фильм рассказывает о прикованной к креслу-каталке Лии Сент-Обин (Сьюзан Питерс), которая живёт в уединённой усадьбе на британском полуострове Корнуолл вместе с мужем Мэллори (Александер Нокс) и тремя взрослыми детьми от первого брака своего мужа. С помощью интриг и манипуляций Лея навязывает свою волю членам семьи, в частности, расстраивает брак своей дочери и почти доводит до самоубийства невесту сына. Когда окружающие, наконец, понимают сущность Лии и отворачиваются от неё, она бросается со скалы, кончая жизнь самоубийством.
В основу фильма положен одноимённый роман 1945 года Маргарет Фергюсон. В названии романа и фильма имеется в виду астрологический знак Овна. Как говорит один из персонажей фильма, люди, которые родились под этим знаком, якобы обладают сильной волей и упорством в достижении своих целей, не заботясь о последствиях.
Фильм обозначил возвращение Сьюзан Питерс на экран после трёхлетнего отсутствия из-за несчастного случая, в результате которого её парализовало ниже пояса. Это её последний фильм. Это также предпоследний фильм известной британской актрисы Мэй Уитти, которая умерла от рака в 1948 году в возрасте 82 лет.
Фильм получил противоречивые отзывы критики — некоторые его ругали, другие хвалили. Игра Питерс в основном получила высокую оценку, в отличие от работы режиссёра Джона Стёрджеса, который, по мнению многих, сделал медленную, скучную и нелогичную картину.

## Сюжет
На Корнуолле в Юго-Западной Англии в уединённом месте на морском берегу стоит усадьба «Бастионы», которую по преданию основал испанец по имени Себастиан. В усадьбе проживает семья Сент-Обринов, включающая приветливого главу семейства средних лет Мэллори Сент-Обрина (Александер Нокс), его жену, прикованную к креслу-каталке молодую красавицу Лию (Сьюзан Питерс), совершеннолетних детей Мэллори от первого брака — студента-юриста Логана (Росс Форд) и Джейн (Эллин Робертс), а также дочь-подростка Кристин (Пегги Энн Гарнер). Мэллори ведёт тихий и размеренный образ жизни, читая газеты и занимаясь разведением цветов в своём саду. Лия же не только контролирует всё, что происходит в доме, но и обладает широким кругом интересов — она является популярной поэтессой, прекрасно играет на фортепиано и поёт, а до инвалидности была теннисисткой, участвовавшей в Уимблдонском турнире. Для помощи Лии в качестве личного секретаря в усадьбу приглашают молодую Шериду Бинион (Филлис Такстер). Показывая Шериде дом, Мэллори рассказывает ей, что Лиа в 19-летнем возрасте вышла за него замуж через год после смерти его первой жены. Через два года после свадьбы Лия отправилась на лодочную прогулку вокруг скал с Джейн и Логаном, однако лодку перевернуло волной, и дети оказались в воде. Лия, которая была отличной пловчихой, доставила Джейн на берег, а затем отправилась в море вновь, чтобы удержать Логана на поверхности, пока Мэллори на лодке не подплыл и не спас их обоих. Пока Лия находилась в воде, она ударилась спиной о скалы, что привело к тому, что у неё отнялись ноги.
Лию регулярно навещает молодой красивый доктор Саймон Крауди (Рон Рэнделл), который наблюдает за состоянием её здоровья. Лии явно приятно общество Саймона, однако он влюблён в Джейн, приглашая её в субботу на танцевальный вечер. Вскоре после его ухода в доме появляется пожилая болтливая соседка Клара Брасток (Мэй Уитти), которая часто навещает Лию. Он говорит, что Шерида очень красива, после чего Лия начинает отмечать для себя знаки внимания, которые Мэллори оказывает девушке. И хотя Мэллори действительно проводит немало времени в компании Шерилы, он заверяет жену, что любит только её и никогда от неё не уйдёт. На самом деле никаких отношений, выходящих за рамки чисто дружеских, между Шеридой и Мэллори нет. Вскоре Клара приводит в дом Сент-Обринов Кэтрин Вултон (Диана Дуглас), молодую девушку, которая является приёмной дочерью местного викария и близкой подругой Логана. Последние три года Кэтрин провела в Париже, где изучала живопись, и теперь вернулась в родные места уже профессиональной художницей. В субботу приезжает Саймон, чтобы отправиться с Джейн на танцы. Перед отъездом он заходит к Лее, чтобы проверить её здоровье, и во время разговора сообщает ей, что собирается жениться на Джейн. Лия как будто рада, однако исходит из того, что Саймон и Джейн будут жить в «Бастионах», на что доктор отвечает, что хочет иметь собственный дом и жить отдельно. Чувствуя, что столкнётся с сопротивлением со стороны Лии, Саймон уточняет у неё, что она родилась под знаком Овна. Затем он рассказывает, что, как полагают астрологи, люди, рождённые под этим знаком, обладают сильной волей и упрямством, крепким здоровьем и энергией, и хотят, чтобы на них смотрели снизу вверх. Они считают себя главными и в доме, и в делах, презирают опасность, и ни перед чем не остановятся ради достижения своей цели. После этого Саймон обращается к Лии со словами, что она приучила Джейн цепляться за неё в своей извращенной потребности удерживать свою «группу рабов при себе». Лия отвечает, что Джейн слишком неопытна в жизни и якобы она сама просила поговорить с ним о том, чтобы остаться жить дома, однако Саймон не хочет продолжать этот разговор и выходит. Перед уходом на танцы Джейн заходит к Лии попрощаться. Видя влюблённые глаза подчерицы, Лия говорит Джейн, что та слишком серьёзно воспринимает отношения с Саймоном, которому она нравится, но он просто хочет ходить с ней на танцы и развлекаться. Слова мачехи крайне расстраивают Джейн. Перед уходом Лия просит не рассказывать Саймону об их разговоре, и, спустившись в гостиную, Джейн вдруг заявляет, что передумала идти на танцы.
На следующее утро Кэтрин и Логан отправляются на пикник в своё любимое уединённое место на скалистом берегу, где быстро восстанавливают свои прежние романтические отношения. Затем они возвращаются к дому, где сообщают Лии и Мэллори, что собираются пожениться. В честь этого события Мэллори устраивает в доме праздничный вечер с танцами. Явно расстроенная отсутствием Саймона, Джейн отводит Логана в сторону, советуя ему ни в коем случае не оставлять Кэтрин для разговора наедине с Лией, так как чувствует, что может грянуть буря. Затем, когда Логан и Кэтрин целуются на балконе, к ним приближается Лия. После того, как молодые сообщают о своих планах немедленно пожениться и отправиться в медовый месяц в Италию, а затем переехать жить в Лондон, Лия просит их отложить свадьбу как минимум на шесть месяцев. Недоумевающей паре Лия ничего не объясняет, лишь говоря Логану, что он ей многим обязан, и она просит выполнить её просьбу. Расстроенная Кэтрин вскоре уезжает вместе с родителями домой, и на прощанье Логан обещает невесте ночью поговорить с Лией и во всём разобраться. Проснувшись среди ночи, Шерида видит, как Логан садится за руль автомобиля и уезжает. Утром в отсутствие Логана Лия приглашает Кэтрин, чтобы извиниться перед ней и подарить ей на помолвку дорогой ювелирный гарнитур. Во время последующего разговора, Лия напоминает Кэтрин, что её в грудном возрасте викарию подкинули, и о том, кто были её биологические родители, никому не известно. По словам Лии, она навела определённые справки, выяснив, что отец Кэтрин страдал от психического заболевания, которое может передаться её детям, и потому, как заключает Кэтрин, ей не стоит иметь детей. Лия затем говорит, что как только Логан узнал об этом, он сразу же уехал в Лондон, но не для того, чтобы всё перепроверить, а чтобы решить, как ему жить дальше. По словам Лии, решение о бездетном барке — очень ответственное, и она советует Кэтрин также об этом подумать. Кэтрин просит передать Логану, чтобы он нашёл себе жену, которая подарит ему детей, а сама она больше его не увидит. Тем же вечером викарий (Джеральд Харнер) звонит Мэллори, сообщая, что Кэтрин пропала, оставив прощальную записку Логану со словами: «Ты вернулся из моря, и я займу твоё место». Мэллори догадывается, где искать Кэтрин, спасая её на уступе, где она встречалась с Логаном, в тот момент, когда девушка попыталась покончить с собой, бросившись в море. Кэтрин доставляют в дом викария, где она постепенно приходит в себя. Вокруг неё собираются Мэллори, Шерида, Джейн и доктор Крауди, вскоре появляется прибывший из Лондона Логан. Когда Кэтрин становится лучше, Мэллори и Шерида собираются вернуться в «Бастионы», однако Джейн заявляет, что остаётся с Саймоном. Логан также говорит отцу, что больше никогда не вернётся в дом. После ухода Мэллори Логан сообщает Кэтрин, что ездил в Лондон проверить информацию о безумии её отца, и это оказалось неправдой. Радостные, они целую друг друга. Вернувшись домой, Мэллори просит Клару удалится, обвиняя её в том, что она разносит сплетни, разрушающие чужие судьбы, а затем сообщает Лии, что ни Логан, ни Джейн больше не вернутся домой. Кристин буквально боготворит свою мачеху и не может видеть её несчастной. После всего произошедшего Кристин заключает, что во всём виновата Шерида, поскольку именно после её появления ушли Джейн и Логан из дома, а сам Мэллори стал с Лией холоден. Кристин крадёт у Лии пузырёк со снотворным, подмешивая его в молоко Шериды. Среди ночи Мэллори вызывает служанка, сообщая, что Шерида похолодела и теряет сознание. Когда Мэллори со служанкой приводят девушку в чувства, догадываясь, что её пыталась отравить Кристин. Мэллори проводит беседу с дочерью, объясняя, что у него с Шеридой ничего не было. Он говорит, что Кристин пора повзрослеть и узнать, как живут люди за пределами «Бастионов», где многое выглядит для неё с искажённом свете. Поняв свою ошибку, Кристин просит прощения у Шериды, а затем сообщает Лии, что хочет узнать мир и уезжает продолжать учёбу в школу-интернат. Представляя, как все близкие в её отсутствие будут счастливы, а она останется совсем одна, Лия подъезжает на коляске к краю обрыва и бросается вниз, разбиваясь насмерть.

## В ролях
- Сьюзан Питерс — Лия Сент-Обин
- Александер Нокс — Мэллори Сент-Обин
- Филлис Такстер — Шерида Бинион
- Пегги Энн Гарнер — Кристин Сент-Обин
- Рон Рэнделл — доктор Саймон Крауди
- Мэй Уитти — Клара Брэсток
- Эллин Робертс — Джейн Сент-Обин
- Росс Форд — Логан Сент-Обин
- Диана Дуглас — Кэтрин Вултон

## Создатели фильма и исполнители главных ролей
Как отмечает историк кино Артур Лайонс, это была одна из ранних режиссёрских работ Джона Стёрджеса, который после этого поставил более качественные фильмы нуар «Загадочная улица» (1950) и «Народ против О’Хары» (1951), а позднее — много высокобюджетных картин для студий MGM, Warners и Paramount, среди которых «Плохой день в Блэк-Роке» (1955), «Великолепная семёрка» (1960) и «Большой побег» (1960).
По мнению киноведа Фрэнка Миллера, Сьюзан Питерс была «одной из самых обворожительных актрис 1940-х годов, которая так и не поднялись на высоту, соответствующую уровню её таланта». Она сделала себе имя на студии MGM, где завоевала «Оскар» как лучшая актриса второго плана за фильм «Случайная жатва» (1942) и «уже находилась на грани статуса звезды». Она также сыграла с Хамфри Богартом в фильме нуар «Крутой парень» (1942), в военной мелодраме «Назначение в Бретани» (1943) и с Робертом Тейлором в музыкальной мелодраме «Песнь о России» (1944). В 1944 году студия MGM включила её в список 10 актёров, которых планировалось продвигать на звёздный уровень. В 1944 году Питерс сыграла одну из главных ролей в военной мелодраме «Держите порох сухим» (1945), после чего с ней произошёл несчастный случай, изменивший всю её дальнейшую жизнь. 1 января 1945 года Питерс вместе с мужем Ричардом Куайном и друзьями отправилась в Сан-Диего на охоту, где случайно выстрелила из ружья, попав себе в живот. Врачи спасли её жизнь, однако нижняя часть тела осталась парализованой. Как пишет Миллер, «к его чести глава студии MGM Луис Б. Майер оплатил её медицинские счета и оставил на контракте даже после того, как стало ясно, что она больше не сможет ходить». Как отмечено на сайте Американского института киноискусства, «этот фильм обозначил возвращение актрисы на экран после трёхлетнего отсутствия», и он также стал её последним фильмом. Как далее пишет Миллер, «провал фильма в прокате обозначил конец кинокарьеры Питерс». Затем она, правда, играла заглавную роль детектива в кресле-каталке в телесериале «Мисс Сьюзен» (1951), а также с успехом гастролировала с двумя спектаклями — «Стеклянный зверинец» и «Барретты с Уимпол-стрит». Однако, как отмечает Миллер, «не имея других перспектив и живя с почти постоянной болью, она довела себя голодом до смерти в 1952 году, когда ей было всего 32 года».
Среди других актёров Миллер обращает внимание на Мэй Уитти и Пегги Энн Гарнер. Уитти была известной британской театральной и киноактрисой, которая дважды номинировалась на «Оскар» за фильмы «Когда настанет ночь» (1937) и «Миссис Минивер» (1942). На момент съёмок в «Знаке Овна» Уитти был уже 81 год, и после этого фильма она появилась только в одной картине, умерев от рака в 1948 году. Пегги Энн Гарнер начала кинокарьеру в 1938 году, когда ей было шесть лет, а в возрасте 13 лет сыграла в фильме «Дерево растёт в Бруклине» (1945), завоевав за эту роль специальный «Оскар» за «выдающуюся игру как актёр-ребёнок». После этого она сыграла в комедии «Младшая мисс» (1945), криминальной комедии «Дом, сладкое убийство» (1946), приключенческой картине «Большая кошка» (1949) и мелодраме «Тереза» (1951), которые однако не имели особого успеха, и в дальнейшая Гарнер работала в основном в телесериалах вплоть до своей смерти в возрасте 52 лет от рака в 1984 году.

## История создания фильма
Как отмечает киновед Фоэнк Миллер, роман Маргарет Фергюсон (англ. Margaret Ferguson) «Знак Овна» (1945) был «идеальным материалом» для Сьюзан Питерс «со своей историей о прикованной к креслу-каталке поэтессе, которая живёт в уединённой усадьбе на британском побережье». По информации «Нью-Йорк таймс», Питерс предложила проект своему агенту Фрэнку Орсатти, который вышел на режиссёра Ирвинга Каммингса, который хотел попробовать себя в качестве продюсера. В итоге Каммингс, его сын Ирвинг Каммингс-младший и продюсерское агентство Орсатти создали для производства этого фильма независимую компанию Signet Productions. В свою очередь, Signet подписала договор со студией Columbia, которая предоставила актёров, съёмочную группу и производственные мощности, а также взяла на себя дистрибуцию картины. При этом гонорар Питерс был установлен в размере 33 процентов от прибыли.
Благодаря Columbia Pictures в работе над фильмом приняли участие находившиеся на постоянных контрактах со студией опытный оператор Бёрнетт Гаффи и растущий молодой режиссёр Джон Стёрджес. Актёрский состав включал "канадского актёра Александера Нокса, который сыграл президента США в фильме «Вильсон» (1944), и Филлис Такстер, которую взяли в аренду на студии MGM, также как и Мэй Уитти, а «ребёнка-звезду Пегги Энн Гарнер взяли в аренду у студии 20th Century Fox».
Съёмки фильма проходили в июле-августе 1947 года. Согласно «Голливуд репортер», некоторые фоновые съёмки прошли на мысе Лизард, в Корнуолле, Англия. Фильм вышел в прокат в марте 1948 года.

## Оценка фильм критикой
По словам Фрэнка Миллера, после выхода картины на экраны критики «не восприняли его достоинства», критикуя за «медленный темп и мелодраматизм», благодаря которому он стал «столь популярным у более поздних поклонников». После премьеры картины кинокритик «Нью-Йорк таймс» Босли Краузер написал, что «мужество Питерс, которая нашла в себе силы вернуться на экран через три года после ужасного случая, сделавшего её инвалидом, заслуживает значительно большего признания, чем даёт ей этот фильм». Выразив сочувствие и «другим грамотным актёрам», которые снимались в этом фильме, Краузер пишет, что студия проделала «жалкую работу», произведя «скучную, вялую и глупую небылицу о злых кознях эгоистичной дамы». По словам критика, «помимо прочих несуразностей, которые присутствуют в изобилии в этой картине, он ещё больше выходит за рамки достоверности, обвиняя во всём знак зодиака». И. кроме того, «конечно, трудно понять смысл насилия в финале картины. Очевидно, что вся эта история — полная чепуха». Как далее пишет Краузер, «постановка Джона Стёрджеса только усиливает нелогичность и напыщенность всего происходящего». Показывая мисс Питерс в кресле-каталке как «алебастровую куклу» он практически лишает её человеческих черт, «полностью разваливая роль». А постановка игры остальных актёров «настолько медлительна и мрачна, что перетекает в монотонность, только подчеркивая статичность происходящего. Если бы не шумное вмешательство барабанного боя, время от времени доносящего звуки грома и грохот прибоя, фильм был бы хорошим снотворным. И, возможно, это было бы к лучшему».
Современный кинокритик Деннис Шварц также невысоко оценил картину, назвав её «подавляющей мелодрамой, придуманной для звезды Сьюзан Питерс, чтобы вернуть её в кино». Шварц полагает, что «Стёрджес ставит эту сентиментальную картину без особого чувства», и в итоге, «статичная постановка сцен и отсутствие действия сделали фильм больше похожим на театральную постановку». Журнал TV Guide в своей рецензии отметил, что «несмотря на хорошую игру некоторых актёров, из-за слабого сценария и вялой постановки фильм так и не выходит на должный уровень, оставаясь рутинной мыльной оперой ниже среднего уровня».
Историк жанра фильм нуар Спенсер Селби отметил в своей книге эту картину о «женщине-инвалиде, которая доминирует и манипулирует всеми вокруг себя». Историк фильма нуар Майкл Кини назвал фильм «рутинной мыльной оперой с хорошей игрой Нокса и Питерс», который «рассматривался как фильм возвращения Питерс», однако после его выхода она полностью ушла из кино. Отметив, что картина «сочетает в равных пропорциях элементы фильма нуар, готического триллера и мелодрамы», Фрэнк Миллер далее пишет, что со временем «этот недооценённый триллер собрал своих преданных поклонников». Во многом благодаря «восхищению перед актрисой Сьюзан Питерс, которая стала одной из трагических фигур в голливудской истории», фильм стал для её поклонников «почти Священным граалем». По мнению критика, Питерс в этом фильме является почти всем. «Её алебастровая красота и внешнее спокойствие идеально скрывают злонамеренные планы её персонажа. Питерс сосредоточила большую часть своей внутренней жизни на руках, которые доминируют в фильме, как пара пауков, когда она курит бесконечные сигареты, играет на пианино и пишет заметки ядовитым пером». Как полагает Миллер, для Питерс «это был достойный камбек, но этого было не достаточно, чтобы возродить её карьеру». По мнению Хэла Эриксона этот фильм «сделан с большим вкусом, чем можно было ожидать», став «достойной прощальной работой для Сьюзан Питерс, которая умерла через несколько лет после выхода фильма».